# Mala Fama Tour
Mala Fama Tour es la segunda gira musical de la cantante mexicana Danna Paola, realizada para promover el EP Sie7e (2019). La gira inició el 20 de junio de 2019 en el Teatro Metropolitan, Ciudad de México, México y tenía previsto seguir por México y varios países de Latinoamérica, sin embargo por la pandemia de COVID-19 tuvo que ser cancelada.

## Listado de canciones
| 20 de junio de 2019 |
| --- |
| Intro 1. Agüita 2. El Primer Día Sin Ti 3. Lo Que No Sabes 4. Cero Gravedad 5. Todo Fue Un Show 6. Valientes 7. So Good 8. Final Feliz 9. Baila Hasta Caer 10. Dos Extraños 11. I Will Always Love You (Whitney Houston Cover) 12. Halo (Beyoncé Cover) 13. Born This Way (Lady Gaga Cover) 14. Get Right (Jennifer Lopez Cover) 15. Crazy (Britney Spears Cover) 16. Crazy In Love (Beyoncé Cover) 17. Dónde Estabas Tú? 18. No Es Cierto (feat. Ruggero Pasquarelli) 19. Más Que Amigos 20. En Contra de la Gravedad 21. Hijo de la Luna 22. 7 de Septiembre 23. Mundo de Caramelo 24. Mala Fama |

| 14 de febrero de 2020 - 19 de febrero de 2020 |
| --- |
| Intro 1. Agüita 2. El Primer Día Sin Ti 3. Lo Que No Sabes 4. Todo Fue Un Show 5. Valientes 6. So Good 7. Final Feliz 8. Polo A Tierra 9. Baila Hasta Caer 10. Dónde Estabas Tú? 11. Más Que Amigos 12. No Es Cierto 13. Dos Extraños 14. Mundo De Caramelo 15. Oye Pablo 16. Sodio 17. Mala Fama |

| 21 de febrero de 2020 - presente |
| --- |
| Intro 1. Agüita 2. El Primer Día Sin Ti 3. Lo Que No Sabes 4. Todo Fue Un Show 5. Siento amor 6. Valientes 7. So Good 8. Final Feliz 9. Baila Hasta Caer 10. Polo A Tierra 11. Dónde Estabas Tú? 12. Subtítulos 13. No Es Cierto 14. Dos Extraños 15. Veo En Ti La Luz 16. Hijo de la Luna 17. El 7 de Septiembre 18. En Contra de la Gravedad/Defying Gravity 19. Mundo De Caramelo 20. Oye Pablo 21. Sodio 22. Mala Fama |

## Presentaciones
| Fecha                   | Ciudad           | País   | Lugar                                      |
| ----------------------- | ---------------- | ------ | ------------------------------------------ |
| 20 de junio de 2019     | Ciudad de México | México | Teatro Metropolitan                        |
| 30 de noviembre de 2019 | Oaxaca           | México | Auditorio Guelaguetza                      |
| 2 de enero de 2020      | Acapulco         | México | Explanada María Bonita                     |
| 14 de febrero de 2020   | Monterrey        | México | Showcenter Complex                         |
| 15 de febrero de 2020   | Jalostotitlán    | México | Plaza de Toros Fermín Espinosa «Armillita» |
| 18 de febrero de 2020   | Campeche         | México | Foro Ah-Kim-Pech                           |
| 19 de febrero de 2020   | Chetumal         | México | Explanada de la bandera                    |
| 21 de febrero de 2020   | Ciudad de México | México | Teatro Metropolitan                        |
| 22 de febrero de 2020   | Ciudad de México | México | Teatro Metropolitan                        |
| 28 de febrero de 2020   | Guadalajara      | México | Teatro Diana                               |

## Shows Cancelados
| Fecha                 | Ciudad       | País   | Lugar                                      | Causa                |
| --------------------- | ------------ | ------ | ------------------------------------------ | -------------------- |
| 25 de febrero de 2020 | Mazatlán     | México | Carnaval de Mazatlán                       | Desconocida          |
| 21 de marzo de 2020   | Querétaro    | México | Plaza de Toros Santa María                 | Pandemia de COVID-19 |
| 27 de marzo de 2020   | Puebla       | México | Auditorio CCU                              | Pandemia de COVID-19 |
| 3 de abril de 2020    | Chiapas      | México | Centro de Convenciones y Polyforum Chiapas | Pandemia de COVID-19 |
| 22 de mayo de 2020    | Cancún       | México | Plaza de Toros de Cancún                   | Pandemia de COVID-19 |
| 23 de mayo de 2020    | Mérida       | México | Auditorio La Isla                          | Pandemia de COVID-19 |
| 30 de mayo de 2020    | Villahermosa | México | Palenque de Gallos                         | Pandemia de COVID-19 |